# Flyest
 (signalé en juin 2025).
Si vous disposez d'ouvrages ou d'articles de référence ou si vous connaissez des sites web de qualité traitant du thème abordé ici, merci de compléter l'article en donnant les références utiles à sa vérifiabilité et en les liant à la section « Notes et références ».
- Archive Wikiwix
- Bing
- Cairn
- DuckDuckGo
- E. Universalis
- Gallica
- Google
- G. Books
- G. News
- G. Scholar
- Persée
- Qwant
- (zh) Baidu
- (ru) Yandex
- (wd) trouver des œuvres sur Wikidata

FLYEST est une marque de compagnie aérienne charter, créée le 31 août 2015 par la compagnie aérienne de fret estonienne Airest. Le slogan de l'entreprise est Bringing Aviation To People.

## Histoire
Le 31 août 2015, le premier avion SAAB 340 ES-LSF de FLYEST a commencé à voler pour Estonian Air sur une liaison Stockholm - Tallinn - Saint-Pétersbourg. Le 7 novembre 2015, dans le cadre de la faillite d'Estonian Air, Airest ne vole plus sur la liaison Stockholm - Tallinn - Pétersbourg. Airest opérait également sur des lignes vers Oslo et Vilnius.

## Flotte

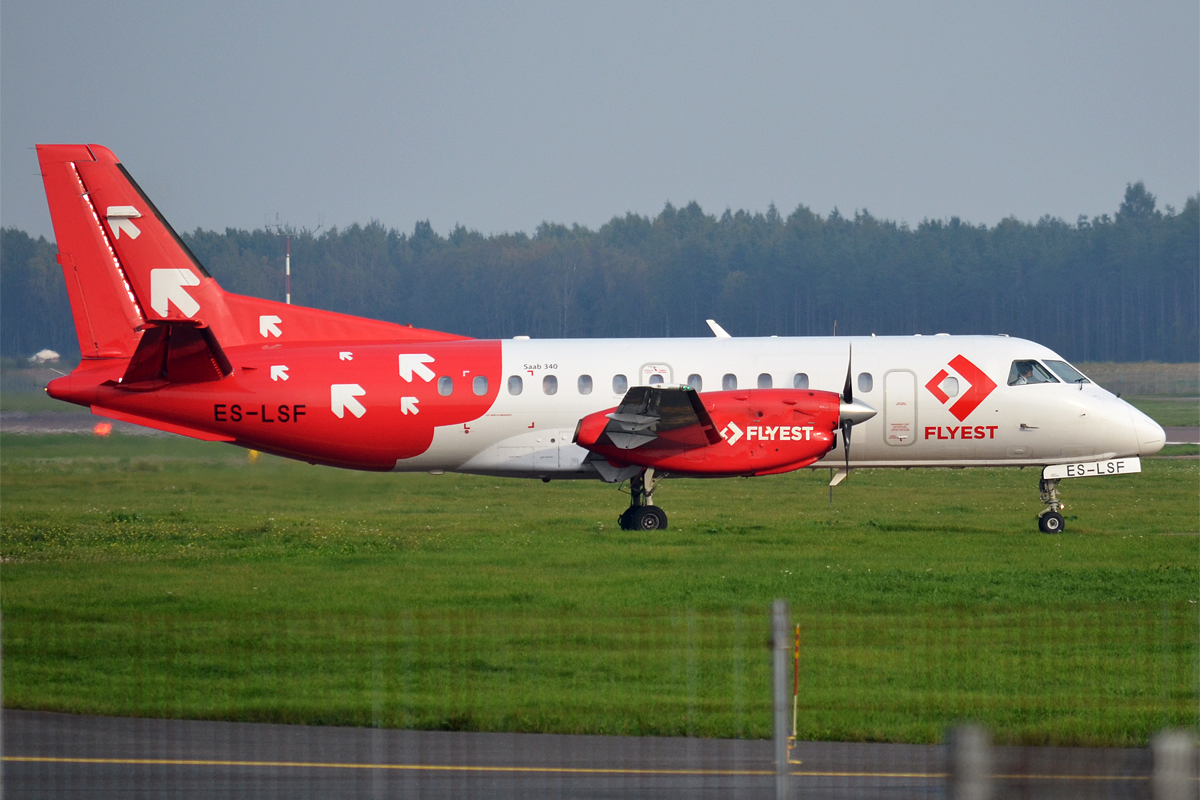
Flyest Saab 340 AF à l'aéroport de Tallinn

- 1 Saab 340A immatriculée ES-LSF. 33 places.